# Бычков, Александр Владимирович
Алекса́ндр Влади́мирович Бычко́в (род. 1 апреля 1988 года, Белинский, Пензенская область) — российский серийный убийца. В период с сентября 2009 по июль 2011 года он совершил 9 доказанных убийств в городе Белинский Пензенской области. Жертвами маньяка становились мужчины, многие из которых злоупотребляли алкоголем или вели бродяжнический образ жизни. По собственному признанию, Бычков занимался каннибализмом.
В январе 2012 года Бычков был арестован. 22 марта 2013 года Пензенским областным судом он был приговорён к пожизненному лишению свободы. 20 ноября 2013 года Верховный суд России утвердил пожизненный приговор в отношении Бычкова.

## Биография

### Детство и юность
Александр Бычков родился 1 апреля 1988 года. Младший брат Сергей появился на свет двумя годами позже. Отец — Владимир Бычков — работал комбайнером, впоследствии выучился на мастера по ремонту холодильного оборудования. По словам соседей, мать — Ирина Бычкова — имела проблемы с алкоголем, к которому со временем пристрастился и отец. В возрасте 40 лет, предположительно из-за проблем со спиртным, а также из-за неурядиц в семье, он покончил жизнь самоубийством.

С юных лет, со слов горожан, мать принуждала детей к тяжёлому труду на огороде и сбору металлолома. Если братья возвращались домой без денег, не гнушалась рукоприкладства. Помимо этого мальчики промышляли мелкими кражами с приусадебных участков, их неоднократно ловили на воровстве, но, как правило, жалели и отпускали.
«Мать меня била. Видели старые кипятильники, у которых провод с палец толщиной? Вот им 50 ударов, а пикнешь — ещё прибавят. От такого только злее становишься. Но все это дело житейское, мать есть мать. Я её не виню. Может, и больше бить надо было меня. За некоторые поступки точно можно было бы и более строго наказывать».
В 2007 году Александр окончил ПТУ по специальности «слесарь по ремонту сельскохозяйственных машин» и поступил в Белинское педагогическое училище, но вскоре был вынужден взять академический отпуск — ему потребовалось время для ухода за родным братом, который в результате нападения неустановленных лиц получил многочисленные тяжёлые травмы, в том числе черепно-мозговую, и стал инвалидом второй группы.
С юности имел прозвища «Сушёный Рэмбо» и «Браконьер» (имеет татуировку на предплечье с надписью «Браконьер»). В средней школе попробовал сырое мороженое мясо, после чего его стали называть «Хищником». Также употреблял в пищу сырую рыбу.

### Серия убийств
Первое тяжкое преступление Бычков совершил 17 сентября 2009 года, убив 60-летнего Евгения Жидкова. Последний приехал в Белинский в районный архив за документами для оформления пенсии. Убийца познакомился с жертвой в местной рюмочной, пригласил пожилого мужчину домой переночевать и ночью, когда тот уснул, его убил.
«Первый мой вообще — «левый» пассажир. Только познакомились, выпили, слово за слово. Я ему: «Чё ты, угрожать мне будешь?!» И ножом его ударил. Было это 17 сентября 2009 года».
Остальных своих жертв, — мужчин, страдавших алкоголизмом и ведших бродяжнический образ жизни, — Бычков, придумавший себе кличку «Рэмбо», убивал по схожему сценарию — приглашал в безлюдное место, напаивал водкой, ударами ножа или молотка убивал, после чего расчленял тела. Если в качестве оружия убийства выступал нож, то Бычков обычно наносил один или несколько ударов, в основном под нижнюю челюсть, либо перерезал горло, предварительно оглушив жертву тяжëлым предметом. Молотком он бил беспорядочно, в лицо и голову, нанося при этом огромное (больше ста) количество ударов. Останки тел Бычков закапывал за собственным домом или выбрасывал на свалку на улице Лермонтовская. Чтобы отвести от себя подозрения, преступник совершал убийства с мая по сентябрь, когда в город съезжались многочисленные рабочие-строители из стран СНГ, в результате чего правоохранительные органы первым делом отрабатывали версии причастности к убийствам приезжих. В числе жертв Бычкова оказался и бывший сожитель матери Владимир Березовский.
В сентябре 2010 года в Белинском были обнаружены расчленённые тела трёх человек. По обвинению по части 4 статьи 111 УК РФ за причинение тяжкого вреда здоровью, повлекшее смерть человека, был осуждён и отправлен на принудительное лечение местный житель Александр Жуплов, — душевнобольной инвалид II группы по кличке «Жуплик», чьё задержание вызвало немалую долю критики в адрес МВД, но который позже был амнистирован ввиду вновь открывшихся обстоятельств уголовного дела. В отношении следователя ОВД Белинского района, отдавшего под суд невиновного, было возбуждено уголовное дело, но вскоре закрыто за отсутствием состава преступления.

### Арест, следствие и суд
В ночь на 21 января 2012 года Александр Бычков проник в магазин «Всё для дома» и похитил три садовых ножа и деньги на общую сумму около 10 000 рублей. На преступника была составлена ориентировка: невысокий рост, худощавое телосложение. Также, несмотря на то, что Бычков не отличался крупным телосложением, убийца обладал довольно высокой физической силой, так как с детства мать заставляла его таскать тяжёлые вещи на огороде. 25 января он был задержан правоохранительными органами и, помимо данного преступления, сознался в совершённых ранее убийствах. При обыске в доме у подозреваемого был обнаружен его личный дневник, в котором были описаны одиннадцать убийств. Также при обыске было обнаружено большое количество фильмов, содержащих сцены насилия. На допросах Бычков признался, что иногда вырезал у своих жертв внутренние органы, — печень, сердце, — и употреблял их в пищу.
В дневнике Бычков называл себя «одиноким волком», убийства объяснял желанием самоутвердиться. Другим мотивом, по версии следствия, стала ненависть к мужчинам, похожим на собутыльников матери преступника, — бродягам и алкоголикам. Комплексная судебно-психиатрическая экспертиза выявила наличие у преступника смешанного расстройства личности, тем не менее, не лишавшего его возможности отдавать отчёт своим действиям. На основании экспертизы убийца был признан вменяемым.
28 декабря 2012 года прокурор Пензенской области утвердил обвинительное заключение в отношении Бычкова по п.п. «а, к» ч. 2 ст. 105 УК РФ («убийство, то есть умышленное причинение смерти другому человеку, убийство двух и более лиц, убийство с целью скрыть другое преступление)», ч. 1 ст. 244 УК РФ («надругательство над телом умершего»), п. «б» ч. 2 ст. 158 УК РФ («кража с незаконным проникновением в помещение»). Обвиняемый от суда присяжных отказался.
Суд счёл доказанными девять эпизодов. Александр Бычков был признан виновным по пунктам «а, к» части 2 статьи 105 УК РФ (убийство двух и более лиц, а также совершённое с целью скрыть другое преступление или облегчить его совершение, а равно сопряжённое с изнасилованием или насильственными действиями сексуального характера) и пункту «б» части 2 статьм 158 УК РФ (кража, совершённая с незаконным проникновением в помещение). Факты каннибализма доказать не удалось.
22 марта 2013 года Пензенский областной суд приговорил его к пожизненному лишению свободы с отбыванием наказания в колонии особого режима. Осуждённый и его защитник, не согласные с приговором, подали жалобы в вышестоящую инстанцию. Судебная коллегия по уголовным делам Верховного Суда Российской Федерации, рассмотрев жалобу, оставила приговор без изменения, а жалобы — без удовлетворения. Бычков отбывает наказание в ФКУ ИК-5 на острове Огненный Вологодской области.
В заключении Бычков женился на американке Кристине Варр, у них родился сын.

## В массовой культуре
- Выпуск «Белинский потрошитель» телепередачи «Пусть говорят» (29.03.2012)
- Документальный фильм «Дневник людоеда» из цикла «Честный детектив» (2012)
- Документальный фильм «Конец света» из цикла «Следственный комитет» (2013)
- Документальный фильм «Багровая охота» из цикла «Криминальная Россия. Развязка» (2014)
- Документальный фильм «Пожиратель сердец. Дело пензенского маньяка» производства ООО «Студия Пятница» (2020)